# Åke Söderblom

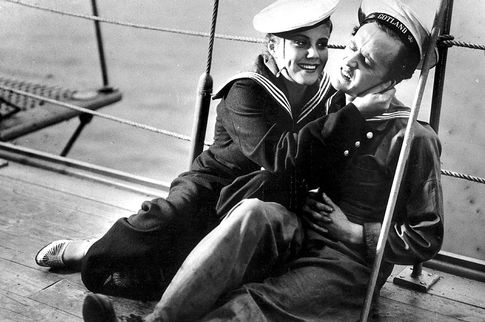
et Åke Söderblom dans ', réalisé par Edvin Adolphson.

Åke Söderblom (né le 20 janvier 1910 à Fritsla – mort le 22 mai 1965  à Göteborg) était un scénariste, parolier et acteur suédois. Entre 1933 et 1965, il apparut dans environ 70 films.

## Filmographie
- 1937 : Ryska snuvan
- 1938 : Julia jubilerar (en)
- 1941 : I natt – eller aldrig de Gustaf Molander
- 1949 : Boman får snurren (sv) - réalisateur et acteur
- 1951 : La Belle Hélène (Sköna Helena)
- 1964 : Sailors (en)
- 1965 : Här kommer bärsärkarna

## Discographie
- 1932 Kan du vissla Johanna?
- 1940 Vi har så mycket att säga varandra (en)